# Bartolomeo d’Avanzo
Bartolomeo d’Avanzo (ur. 3 lipca 1811 w Avelli, zm. 20 października 1884 tamże) – włoski duchowny katolicki, kardynał, biskup Calvi i Teano.
20 września 1834 przyjął święcenia kapłańskie. 18 marca 1851 został wybrany biskupem Castellanety. Sakrę przyjął 28 marca 1851 w Rzymie z rąk kardynała Costantino Patriziego (współkonsekratorami byli arcybiskup Antonio Ligi Bussi i biskup Vincenzo Tizzani). 13 lipca 1860 przeszedł na biskupstwo Calvi i Teano, na którym pozostał już do śmierci. W latach 1860–1863 był jednocześnie administratorem apostolskim diecezji Castellaneta. 13 sierpnia 1860 przeżył próbę zamachu na swoje życie. Uczestniczył w obradach soboru watykańskiego I. 3 kwietnia 1876 Pius IX wyniósł go do godności kardynalskiej.  Wziął udział w Konklawe 1878 wybierającym Leona XIII.